# 岭南镇
岭南镇，是中华人民共和国广西壮族自治区来宾市合山市下辖的一个乡镇级行政单位。

## 行政区划
岭南镇下辖以下地区：
城中社区、城北社区、里兰社区、东矿社区、柳矿社区、里兰村、思光村、岭南村、石村、古城村、古樟村、溯河村和里仰村。